# Koichi Mizushima
Koichi Mizushima (japanska: 水島 宏一), född den 1 augusti 1965 i Tsuyama, Japan, är en japansk gymnast.
Han tog OS-brons i lagmångkampen i samband med de olympiska gymnastiktävlingarna 1988 i Seoul.